# Му, Атинг
Атинг Му (англ. Athing Mu; род. 8 июня 2002, Трентон) — американская бегунья на средние дистанции, двукратная чемпионка летних Олимпийских игр 2020 года в Токио.

## Биография и спортивная карьера

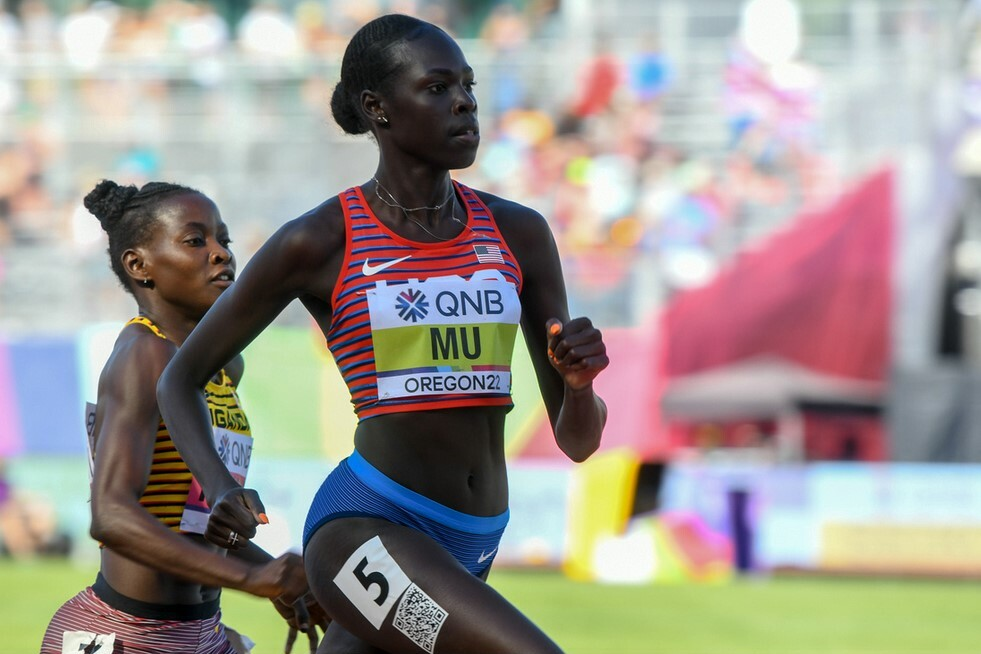
Атинг Му на чемпионате мира 2022 года

Родилась 8 июня 2002 года в Трентоне, штат Нью-Джерси. Она американка в первом поколении: её родители иммигрировали в Соединенные Штаты из Южного Судана, а её семья имеет южносуданские корни.
24 февраля 2019 года Му побила рекорд Америки среди женщин на дистанции 600 метров на чемпионате США по легкой атлетике в помещении 2019 года со временем 1.23.57.
6 февраля 2021 года Му пробежала в помещении 50,52 в беге на 400 метров среди женщин, что на 0,3 секунды быстрее, чем официальный мировой рекорд Сани Ричардс среди юниоров до 20 лет. Однако время Му было медленнее, чем 50,36, установленное другой американкой Сидней Маклафлин, которое не соответствовало стандартам для ратификации мировых рекордов. 27 февраля она пробежала 1: 58,40 на 800 метров, установив студенческий рекорд в помещении и мировой рекорд среди юношей до 20 лет. Она превзошла предыдущий студенческий рекорд более чем на две секунды. 17 апреля в Уэйко, штат Техас, во время бега на открытом воздухе Му установил студенческий рекорд США на 800 метров со временем 1: 57,73. На чемпионате NCAA 2021 года в Юджине, штат Орегон, 12 июня 2021 года, она снизила свой студенческий рекорд за все время до 49,57, выиграв бег на 400 м, прежде чем закрепить женскую эстафетную команду Texas A&M 4 × 400 м на победу и новый студенческий рекорд. из 3: 22.34 позже в тот же день.

### Олимпийские игры 2020 в Токио
На Олимпийских играх 2020 года в Токио Му выиграла две золотые медали в беге на 800 метров и женской эстафете 4 х 400 метров. Она побила рекорд Америки среди женщин на 800 метров с результатом 1.55.21 и завершила 53-летнюю засуху олимпийских побед для США — последней американкой, выигравшей 800 метров, была Мэдлин Мэннинг на летних Олимпийских играх 1968 года.
На чемпионате мира 2023 года, который состоялся в Будапеште, в беге на 800 метров, Атинг стала бронзовой призёркой с результатом 1:56,61. 